# Гулбис, Эрнест
Э́рнест Гу́лбис (латыш. Ernests Gulbis; родился 30 августа 1988 года в Риге, СССР) — латвийский профессиональный теннисист; полуфиналист одного турнира Большого шлема в одиночном разряде (Открытый чемпионат Франции-2014); победитель восьми турниров ATP (шесть — в одиночном разряде); бывшая десятая ракетка мира в одиночном разряде.

## Общая информация
Эрнест из спортивной семьи: его дед по отцовской линии — Алвил Гулбис — известный советский баскетболист, игрок сборной страны; отец Эрнеста — Айнар — также пробовал профессионально играть в этот вид спорта, но подобных успехов не добился. Дед Эрнеста по материнской линии — Улдис Пуцитис — актёр театра и кино, а мать — Милена Гулбе— также известна по своим работам в киноролях.. У Эрнеста также есть три сестры: Элина, Лаура и Моника и один брат — Кристап.
Эрнест впервые попробовал себя на теннисном корте в пять лет — при поддержке бабушки Поселёновой Ирины Яковлевны. Младшие сёстры — Лаура и Моника — разделяют любовь старшего брата к теннису и также пробуют себя в протуре, а младший брат на полупрофессиональном уровне играет в гольф.
Гулбис наиболее удачлив на хардовом покрытии. его любимые элементы игры — подача и укороченный с бэкхенда.

## Спортивная карьера
Начало карьеры

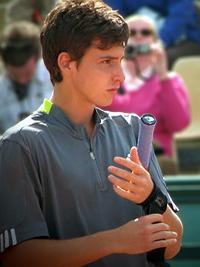
Гулбис на Открытом чемпионате Франции 2007 года

Профессиональную карьеру теннисиста начал в 2004 году. В марте 2005 года дебютирует за сборную Латвии в отборочных матчах Кубка Дэвиса. В июле того же года на турнире в Умаге в парном разряде дебютирует на соревнованиях ATP-тура. В сентябре Эрнест выиграл первый свой турнир из серии «фьючерс» в Германии. 2006 год латыш начинает с победы на «фьючерсе» в австрийском Бергхайме, а в марте выигрывает «фьючерс» в швейцарском Лойгерне. В июле совместно с Мишей Зверевым выигрывает парные соревнования на «челленджере» в Оберштауфене. В октябре, получив специальное приглашение от организаторов турнира в Санкт-Петербурге, впервые выступил на основных соревнованиях ассоциации в одиночном разряде. По ходу розыгрыша турнира Гулбису удается обратить на себя внимание специалистов. Обыграв по пути трех чешских теннисистов: Робина Вика, Лукаша Длоуги и Яна Герных, Эрнест с ходу смог дойти до полуфинала турнира. В борьбе за выход в финал он уступает теннисисту из Топ-20 мирового рейтинга Марио Анчичу. В ноябре ему удается выиграть «челленджер» в Эккентале в одиночном и «челленджер» в Ахене в парном разряде.
В начале 2007 года Гулбис пробился через квалификацию на турнир в Сиднее, но в первом же раунде проиграл № 11 в мире Маркосу Багдатису. В феврале побеждает на «челленджере» в Безансоне, а в марте выиграл «челленджер» в Сараево в одиночном и парном разряде. Также в марте он впервые поднимается в рейтинге в первую сотню. В мае 2007 года Эрнест дебютирует на турнире серии Большого шлема, сыграв на Открытом чемпионате Франции, где обыграв Тима Хенмена в трех сетах: 6-4, 6-3, 6-2 вышел во второй раунд. В июне он также дебютировал и на Уимблдонском турнире, но проиграл в первом раунде киприоту Багдатису. На следующем турнире серии Большого шлема Открытом чемпионате США ему удалось выступить более успешно и впервые выйти в четвёртый раунд престижных соревнований. По пути Гулбис обыграл итальянца Потито Стараче, Михаэля Беррера из Германии. В матче третьего раунда тех соревнований Гулбис впервые выиграл у теннисиста из Топ-10: Томми Робредо 6-1, 6-3, 6-2. Дорогу в четвертьфинал ему преградил испанец Карлос Мойя 5-7, 2-6, 7-6(5), 4-6. В октябре ему удается выиграть «челленджер» в Монсе. В октябре в Санкт-Петербурге, где год назад он был в полуфинале, на этот раз смог дойти до четвертьфинала. По ходу сезона 2007 года Гулбис достигал 47-й строчки в рейтинге, а закончил сезон на 61-м месте.
2008-10

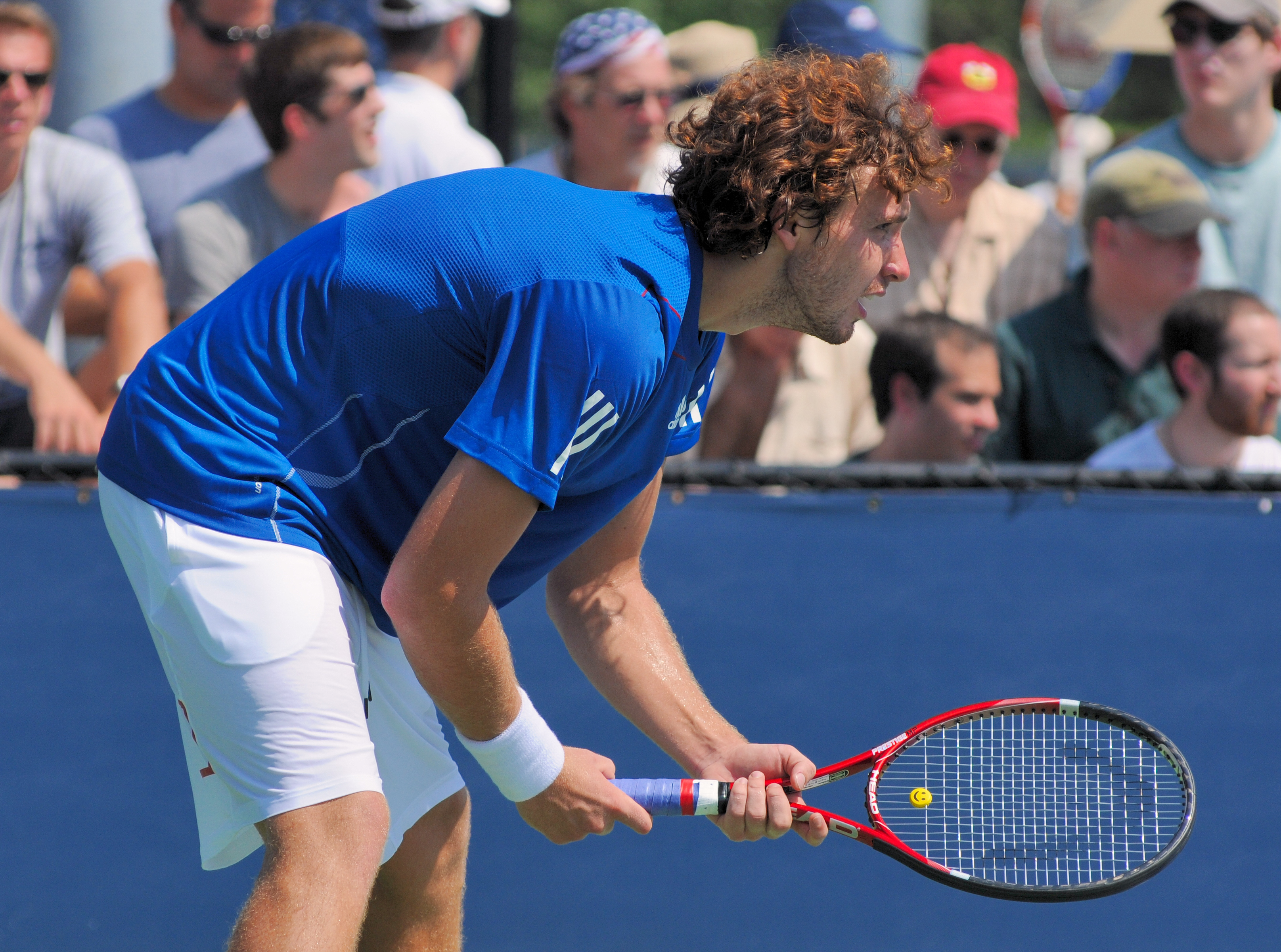
Гулбис на Открытом чемпионате США 2010 года

В январе 2008 года латышский теннисист дебютирует на Открытом чемпионате Австралии, где в первом раунде проигрывает Марату Сафину 0-6, 4-6, 6-7(2). В марте выходит в четвертьфинал на турнире в Лас-Вегасе. В апреле впервые завоевывает титул на турнире ATP. Произошло это в парном разряде на турнире в Хьюстоне, где была одержана победа совместно с немцем Райнером Шуттлером. В финале они обыграли Марселя Гранольерса и Пабло Куэваса со счетом 7-5, 7-6. На Открытом чемпионате Франции Гулбис впервые вышел в четвертьфинал на турнирах Большого Шлема. В матче второго раунда он обыграл игрока из Топ-10 Джеймса Блейка со счётом 7-6(2), 3-6, 7-5, 6-3, а в четвертьфинале его соперником стал № 3 в мире на тот момент Новак Джокович, которому Эрнест уступает 5-7, 6-7(3), 5-7. На Уимблдонском турнире Гулбис выиграл стартовый матч у Джона Изнера, однако во втором раунде ему в соперники достался Рафаэль Надаль от которого он потерпел поражение 7-5, 2-6, 6-7(2), 3-6. На том турнире Надаль в итоге одержал победу, а Гулбис стал единственным теннисистом, помимо финалиста Роджера Федерера, кто смог выиграть сет у испанца. В августе на турнире серии Мастерс в Цинциннати Гулбис во многом повторил своё выступление во Франции. Также на своем пути он обыграл № 8 в мире Джеймса Блейка и также на стадии четвертьфинала уступил Новаку Джоковичу. В этом же месяце Эрнест становится участником Летних Олимпийских игр в Пекине. На олимпийском теннисном турнире он проигрывает в первом раунде Николаю Давыденко со счетом 4-6, 2-6. На Открытом чемпионате США во втором раунде его соперником стал № 8 в мире Энди Роддик, которому латыш уступает 6-3, 5-7, 2-6, 5-7. Сезон он завершает на 53-м месте в рейтинге.
На Открытом чемпионате Австралии 2009 года в матче второго раунда Гулбис уступил в пяти сетах россиянину Игорю Андрееву. Также на стадии второго раунда он проигрывает на Открытом чемпионате Франции, где Эрнеста обыграл Николас Альмагро и на Уимблдонском турнире, где он уступил Энди Маррею. В июле ему удалось завоевать парный титул в Индианаполисе. В финале турнира в Индианаполисе вместе с россиянином Дмитрием Турсуновым он обыграл австралийскую пару: Джордан Керр и Эшли Фишер. Весь сезон Гулбиса преследовали неудачи. На турнирах ATP вплоть до октября он не мог выиграть два матча подряд и пройти дальше первых раундов. По ходу сезона он опускался в рейтинге ниже уровня первой сотни. Лишь в октябре на турнире в Токио, куда он пробивался через квалификацию, Эрнест смог выйти в четвертьфинал. Ещё раз до конца сезона до четвертьфинала он добирается на турнире в Санкт-Петербурге и завершает сезон на 90-м месте рейтинга.
На старте сезона 2010 года выходит в четвертьфинал турнира в Дохе, где проигрывает первой ракетке мира Роджеру Федереру, сумев взять у него второй сет: 2-6, 6-4, 4-6. На Открытом чемпионате Австралии проигрывает в перовом раунде аргентинцу Хуану Монако. В феврале на турнире в Мемфисе выходит в полуфинал, а на следующем зальном турнире в Делрей-Бич, впервые выйдя в финал турнира ATP в одиночном разряде., Эрнест Гулбис побеждает своего соперника, хорвата Иво Карловича 6-2, 6-3 и получает свой первый одиночный титул ATP. В апреле на грунтовом турнире в Барселоне выходит в четвертьфинал, а на Мастерсе в Риме в матче второго раунда впервые побеждает лидера мирового рейтинга Роджера Федерера 2-6, 6-1, 7-5 и выходит по итогу в полуфинал турнира, где уступил Рафаэлю Надалю со счётом 4-6, 6-3, 4-6. За своё поражение в Риме Федерер взял реванш у Гулбиса на следующем Мастерсе в Мадриде, где они встретились в четвертьфинале. несмотря на хорошие результаты на грунте на Открытом чемпионате Франции Эрнест проиграл уже в первом раунде Жюльену Беннето, отказавшись от продолжения матча в третьем сете. Произошло это по причине полученной в этой встрече травмы подколенного сухожилия. Следующий раз на корт он выходит только через два месяца. На Открытом чемпионате США в первом раунде проиграл французу Жереми Шарди. Сезон завершил на довольно высоком 24-м месте в мировом рейтинге.
2011-13

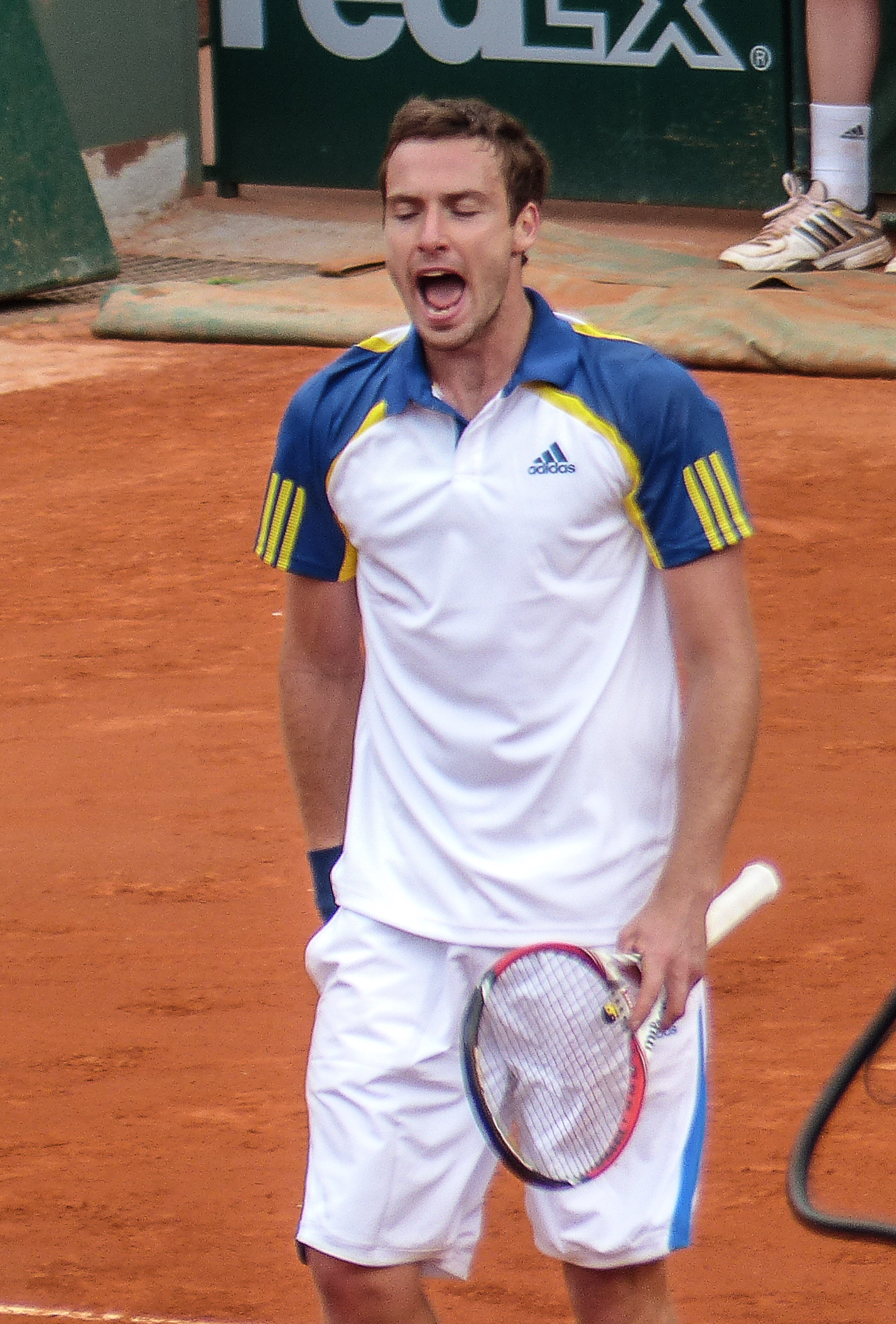
Гулбис на Открытом чемпионате Франции 2013 года

В 2011 году стартует с четвертьфинала в Дохе и полуфинала в Сиднее. Но на Открытом чемпионате Австралии терпит неудачу, проигрывая в первом раунде немцу Беньямину Беккеру. Затем до четвертьфинала ему удается выйти лишь за неделю до Открытого чемпионата Франции на турнире в Ницце. В кортах Ролан Гаррос он также выбывает в первом раунде. На этот раз его обидчиком стал словенец Блаж Кавчич. После серии поражений на различных турнирах, состоящей из пяти матчей подряд, Гулбису в июле удалось выиграть титул на турнире в Лос-Анджелесе. В финале он обыграл № 9 в мире на тот момент Марди Фиша 5-7, 6-4, 6-4. На Открытом чемпионате США в первом раунде довольно легко обыграл 15-ю ракетку мира Михаила Южного 6-2, 6-4, 6-4, но во втором раунде в свою очередь уступил Жилю Мюллеру 6-3, 6-7(4), 4-6, 6-7(5). Выступая по ходу сезона не достаточно стабильно Гулбис по его итогам откатился на 61-е место рейтинга.
На Открытом чемпионате Австралии 2012 года вновь уступает в первом раунде, проиграв на этот раз французу Микаэлю Льодра. В начале марта вышел в четвертьфинал зального турнира в Делрей-Бич. В грунтовой части сезона латвийского теннисиста вновь преследуют неудачи и как итог на Открытом чемпионате Франции он проигрывает в первом раунде Михаилу Кукушкину 4-6, 6-7(4), 7-5, 6-2, 4-6. На Уимблдонском турнире в матче первого раунда Гулбису удается обыграть № 7 в мире Томаша Бердыха 7-6(5), 7-6(4), 7-6(4), однако в матче второго раунда в напряженной борьбе он уступает поляку Ежи Яновичу 6-2, 4-6, 6-3, 6-7(2), 7-9. В середине июле Эрнест вышел в четвертьфинал на грунтовом турнире в Гштаде. На Открытом чемпионате США в матче первого раунда он обыграл Томми Хааса, но уже в следующем проигрывает Стиву Джонсону. Итог 2012 года стал неутешительным, Гулбис опустился в рейтинге ниже первой сотни, заняв 136-е место.
Выпавший из первой сотни в рейтинге, Гулбисв начале сезона 2013 года пропускает Открытый чемпионат Австралии и выступает на турнирах «челленджер-тура». В феврале через квалификацию пробился на турнир ATP в Роттердаме, где дошёл до второго раунда. Через две недели после этого турнира, также пробившись через квалификационный отбор на турнир в Делрей-Бич, Эрнест смог выиграть чемпионский титул и вернуться в рейтнге в Топ-100. В финале его соперником стал француз Эдуар Роже-Васслен, которые также на ходился за пределами первой сотни в рейтинге, в итоге латыш выиграл со счётом 7-6(3), 6-3. В марте через квалификацию пробился на Мастерс в Индиан-Уэллсе, где в матче второго раунда смог переиграть № 9 в мире на тот момент Янко Типсаревича 6-2, 6-0, но в четвёртом уступил Рафаэлю Надалю 6-4, 4-6, 5-7. В грунтовой части сезона лучшим результатом Гулбиса является выход в третий раунд в Барселоне и Риме. На главном грунтовом сезоне Открытом чемпионате Франции он уже во втором раунде уступил Гаэлю Монфису 7-6(5), 4-6, 6-7(4), 2-6. На Уимблдонском турнире в матче второго раунда ему в соперники достался другой представитель Франции Жо-Вильфрид Тсонга (№ 7 в мире на тот момент). Ведя по сетам 2-1 Гулбис прошёл дальше из-за отказа Тсонги от продолжения встречи. но в следующем раунде латыш довольно легко уступил испанцу Фернандо Вердаско 2-6, 4-6, 4-6. В августе на Мастерсе в Монреале он обыграл Фелисиано Лопеса, Фабио Фоньини и вторую ракетку мира Энди Маррея и вышел в четвертьфинал. где проиграл местному теннисисту Милошу Раоничу. На Открытом чемпионате США он неожиданно оступается уже в первом раунде, проиграв австрийцу Андреасу Хайдеру-Мауреру 6-3, 3-6, 6-1, 6-7(4), 4-6. В сентябре ему удалось выиграть ещё один титул ATP. произошло это на турнире в Санкт-Петербурге, где в финале он обыгрывает испанца Гильермо Гарсию-Лопеса 3-6, 6-4, 6-0. В октябре Эрнест вышел в полуфинал турнира в Стокгольме. Гулбису удалось вернуться в 2013 году в Топ-30, он завершил сезон на 24-м месте.
2014-15

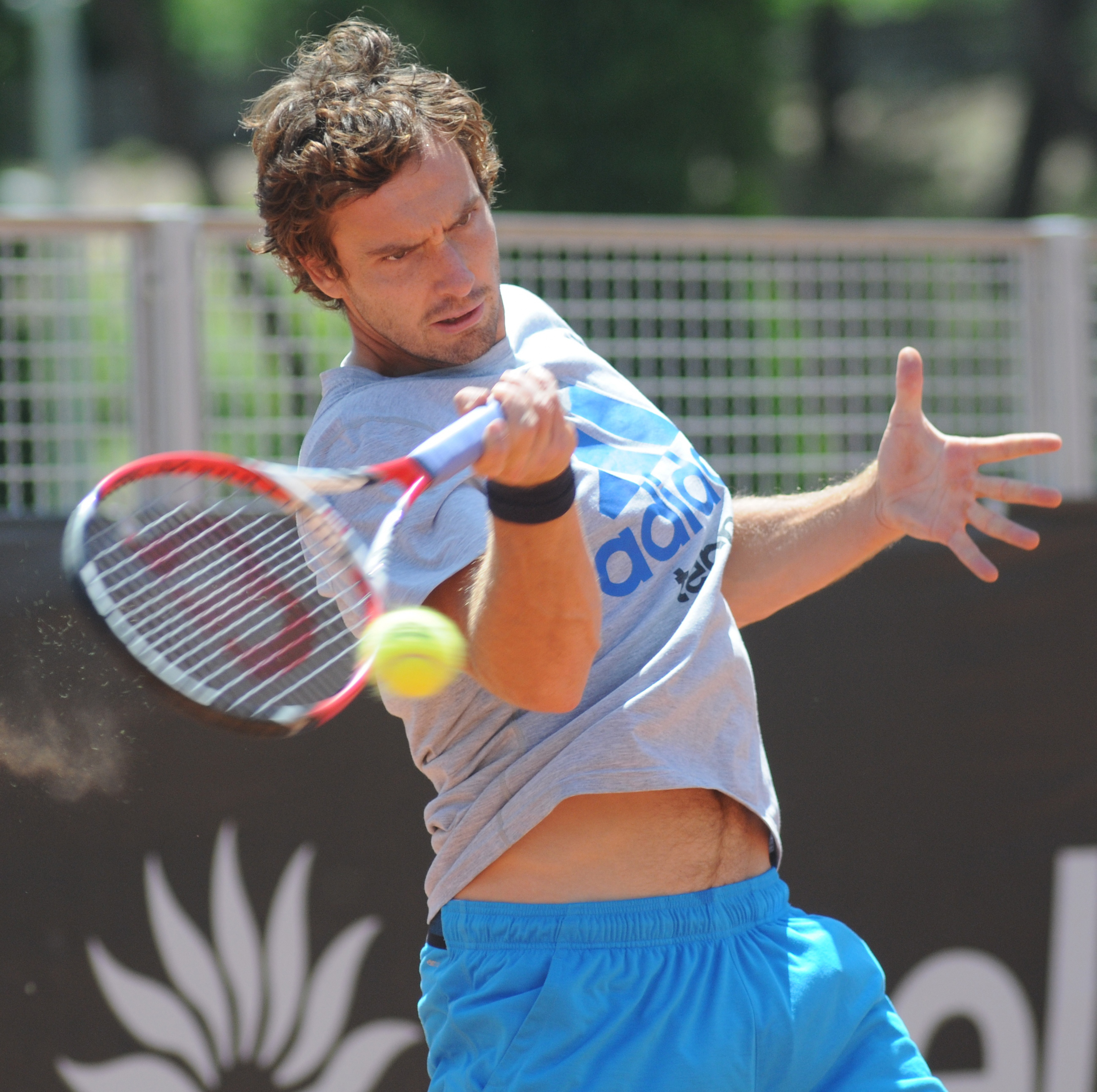
Гулбис на Мастерсе в Риме 2014 года

В январе 2014 года вышел в четвертьфинал в Дохе, где проиграл первой ракетке мира Рафаэлю Надалю. На Открытом чемпионате Австралии во втором раунде проиграл американцу Сэму Куэрри 2-6, 3-6, 4-6. В феврале на турнире в Роттердаме в четвертьфинале ему удается выиграть у № 4 в мире Хуана Мартина дель Потро. но в полуфинале проиграл Томашу Бердыху. Через неделю Гулбис выигрывает пятый титул ATP за карьеру на турнире в Марселе. Для этой победы он переиграл двух теннисистов из Топ-10: в полуфинале Ришара Гаске 6-3, 6-2, а в финале Жо-Вильфрида Тсонгу 7-6(5), 6-4. На следующем в календаре турнире в Акапулько смог дойти до четвертьфинала. До этой же стадии латышу удалось дойти на Мастерсе в Индиан-Уэллсе, где он проиграл Джону Изнеру. Успешно выступает Гулбис на грунтовой части сезона. На турнире в Барселоне он вышел в полуфинал. На Мастерсе в Мадриде он дошёл до четвертьфинала, где проиграл Давиду Ферреру. За неделю до Открытого чемпионата Франции ему удается выиграть титул на турнире в Ницце. На кортах Ролан Гаррос Гулбис сотворил сенсацию, выйдя в полуфинал турнира. В четвёртом раунде он неожиданно выбил с турнира Роджера Федерера 6-7(5), 7-6(3), 6-2, 4-6, 6-3, затем в четвертьфинале легко обыграл чеха Томаша Бердыха 6-3, 6-2, 6-4, тем самым побив свой рекорд на турнирах серии Большого шлема, который был у него в 2008 году. После матча с Роджером, сказал, что это был его главный матч в карьере. В полуфинале он уступил Новаку Джоковичу 3-6, 3-6, 6-3, 3-6. Успех во Франции позволил Гулбису впервые попасть в Топ-10 в мировом рейтинге. На Уимблдонском турнире Эрнест во втором раунде проиграл украинцу Сергею Стаховскому. Неубедительно он выглядел и на североамериканской хардовой части сезона. На Мастерсах в Торонто и Цинциннати, а также Открытом чемпионате США он выбывает на стадии второго раунда. В США он проиграл австрийцу Доминику Тиму в пяти сетах 6-4, 6-3, 4-6, 3-6, 3-6. В сентябре выходит в полуфинал в Куала-Лумпуре, а в октябре в Москве. Самый успешный в карьере сезон Гулбис впервые заканчивает в Топ-20, заняв 13-ю строчку.
На Открытом чемпионате Австралии 2015 года Эрнест уже на старте проигрывает местному спортсмену Танаси Коккинакису, который находился на тот момент во второй сотне в рейтинге. В их встрече которая продолжалась более 4 часов латыш проиграл со счётом 7-5, 0-6, 6-1, 6-7(2), 6-8.На следующих турнирах выступает также не стабильно и не может преодолеть первых раундов. Лишь за неделю до Ролан Гаррос он выходит в четвертьфинал турнира в Ницце, где год назад он завоевал титул. На самом Открытом чемпионате Франции, где год назад он был в полуфинале, Гулбис выбывает из борьбы во втором раунде, уступив Николя Маю 3-6, 6-3, 5-7, 3-6.
2018
В мае дошёл до полуфинала турнира в Бордо (Франции), где проиграл американцу Райли Опелке в двух сетах. Затем прошёл квалификацию на Открытый чемпионат Франции и прошёл до второго круга на основном турнире, но проиграл Маттео Берреттини из Италии. В конце июня прошёл квалификацию на Уимблдонский турнир. В начале июля дошёл до 1/8 финала основной сетки турнира, где проиграл японцу Кею Нисикори. В октябре играл финал против Стефаноса Циципаса на турнире в Стокгольме, но уступил в двух сетах.
2019
На Открытом чемпионате Австралии выиграл первый сет у Стэна Вавринки, Гулбис во втором почувствовал боль и принял решение сняться с игры и с турнира. Таким образом проиграл в первом же раунде и выбыл из турнира.
В июле на Уимблдонском турнире проиграл в первом раунде аргентинцу Леонардо Майеру в трёх сетах.

## Рейтинг на конец года
| Год  | Одиночный рейтинг | Парный рейтинг |
| ---- | ----------------- | -------------- |
| 2017 | 199               |                |
| 2016 | 151               |                |
| 2015 | 81                | 375            |
| 2014 | 13                | 575            |
| 2013 | 24                | 796            |
| 2012 | 136               | 773            |
| 2011 | 61                | 538            |
| 2010 | 24                | 403            |
| 2009 | 90                | 131            |
| 2008 | 53                | 306            |
| 2007 | 61                | 336            |
| 2006 | 141               | 309            |
| 2005 | 418               | 1255           |
| 2004 | 1349              | 1760           |

По данным официального сайта ATP на последнюю неделю года.

## Выступления на турнирах

### Финалы турнировATPв одиночном разряде (7)

#### Победы (6)
| Легенда                              |
| ------------------------------------ |
| Турниры Большого шлема (0)           |
| Финал АТР-тура (0)                   |
| ATP Мастерс 1000 (0)                 |
| ATP International Gold / АТР 500 (0) |
| ATP International / АТР 250 (6+2)    |

| Титулы по покрытиям | Титулы по месту проведения матчей турнира |
| ------------------- | ----------------------------------------- |
| Хард (5+1)          | Зал (2)                                   |
| Грунт (1+1)         | Зал (2)                                   |
| Трава (0)           | Открытый воздух (4+2)                     |
| Ковёр (0)           | Открытый воздух (4+2)                     |

| №  | Дата             | Турнир                  | Покрытие | Соперник в финале     | Счёт        |
| 1. | 28 февраля 2010  | Делрей-Бич, США         | Хард     | Иво Карлович          | 6-2 6-3     |
| 2. | 31 июля 2011     | Лос-Анджелес, США       | Хард     | Марди Фиш             | 5-7 6-4 6-4 |
| 3. | 3 марта 2013     | Делрей-Бич, США (2)     | Хард     | Эдуар Роже-Васслен    | 7-6(3) 6-3  |
| 4. | 22 сентября 2013 | Санкт-Петербург, Россия | Хард(i)  | Гильермо Гарсия-Лопес | 3-6 6-4 6-0 |
| 5. | 23 февраля 2014  | Марсель, Франция        | Хард(i)  | Жо-Вильфрид Тсонга    | 7-6(5) 6-4  |
| 6. | 24 мая 2014      | Ницца, Франция          | Грунт    | Федерико Дельбонис    | 6-1 7-6(5)  |

#### Поражения (1)
| №  | Дата            | Турнир            | Покрытие | Соперник в финале | Счёт    |
| 1. | 21 октября 2018 | Стокгольм, Швеция | Хард(i)  | Стефанос Циципас  | 4-6 4-6 |

### Финалы челленджеров и фьючерсов в одиночном разряде (13)

#### Победы (9)
| Условные обозначения |
| Челленджеры (4+3)    |
| Фьючерсы (5)         |

| Титулы по покрытиям | Титулы по месту проведения матчей турнира |
| ------------------- | ----------------------------------------- |
| Хард (3+1)          | Зал (8+2)                                 |
| Грунт (1+1)         | Зал (8+2)                                 |
| Трава (0)           | Открытый воздух (1+1)                     |
| Ковёр (5+1)         | Открытый воздух (1+1)                     |

| №  | Дата             | Турнир                        | Покрытие | Соперник в финале  | Счёт           |
| 1. | 18 сентября 2005 | Фридберг, Германия            | Грунт    | Марсель Циммерманн | 6-4 6-0        |
| 2. | 9 октября 2005   | Хайльбронн, Германия          | Ковёр(i) | Ладо Чихладзе      | 6-1 2-6 6-3    |
| 3. | 30 октября 2005  | Хайльбронн, Германия          | Ковёр(i) | Марсель Циммерманн | 6-1 6-3        |
| 4. | 22 января 2006   | Бергхайм, Австрия             | Ковёр(i) | Жан-Клод Шеррер    | 7-6(2) 3-6 6-4 |
| 5. | 19 марта 2006    | Лойггерн, Швейцария           | Ковёр(i) | Тобиас Кляйн       | 7-6(4) 6-4     |
| 6. | 12 ноября 2006   | Эккенталь, Германия           | Ковёр(i) | Филипп Пецшнер     | 6-3 6-0        |
| 7. | 25 февраля 2007  | Безансон, Франция             | Хард(i)  | Эдуар Роже-Васслен | 6-4 3-6 6-4    |
| 8. | 18 марта 2007    | Сараево, Босния и Герцеговина | Хард(i)  | Ян Мертль          | 4-6 6-4 7-6(2) |
| 9. | 7 октября 2007   | Монс, Бельгия                 | Хард(i)  | Кристоф Влиген     | 7-5 6-3        |

#### Поражения (4)
| №  | Дата          | Турнир                | Покрытие | Соперник в финале | Счёт           |
| 1. | 26 марта 2006 | Пуатье, Франция       | Хард(i)  | Стефан Воутерс    | 4-6 5-7        |
| 2. | 1 апреля 2006 | Мальмё, Швеция        | Хард(i)  | Штефан Вишпайнер  | 2-6 4-6        |
| 3. | 15 июля 2006  | Оберштауфен, Германия | Грунт    | Михал Табара      | 6-7(5) 3-6     |
| 3. | 30 июля 2006  | Тампере, Финляндия    | Грунт    | Флориан Майер     | 6-7(4) 6-2 3-6 |
| 4. | 4 ноября 2012 | Эккенталь, Германия   | Ковёр(i) | Даниэль Брандс    | 6-7(0) 3-6     |

### Финалы турнировATPв парном разряде (2)

#### Победы (2)
| №  | Дата           | Турнир            | Покрытие | Партнёр          | Соперники в финале              | Счёт           |
| 1. | 20 апреля 2008 | Хьюстон, США      | Грунт    | Райнер Шуттлер   | Марсель Гранольерс Пабло Куэвас | 7-5 7-6(3)     |
| 2. | 26 июля 2009   | Индианаполис, США | Хард     | Дмитрий Турсунов | Джордан Керр Эшли Фишер         | 6-4 3-6 [11-9] |

### Финалы челленджеров и фьючерсов в парном разряде (4)

#### Победы (3)
| №  | Дата          | Турнир                        | Покрытие | Партнёр      | Соперники в финале                  | Счёт              |
| 1. | 15 июля 2006  | Оберштауфен, Германия         | Грунт    | Миша Зверев  | Теодор-Дачан Крачун Габриэль Морару | 6-1 6-1           |
| 2. | 5 ноября 2006 | Ахен, Германия                | Ковёр(i) | Миша Зверев  | Томаш Беднарек Ираклий Лабадзе      | 6-7(5) 6-4 [10-8] |
| 3. | 18 марта 2007 | Сараево, Босния и Герцеговина | Хард(i)  | Денис Павлов | Ян Мертль Лукаш Росол               | 6-4 6-3           |

#### Поражения (1)
| №  | Дата           | Турнир               | Покрытие | Партнёр      | Соперники в финале              | Счёт       |
| 1. | 19 ноября 2006 | Хельсинки, Финляндия | Хард(i)  | Денис Павлов | Мартейн ван Хастерен Яспер Смит | 6-7(6) 2-6 |

## История выступлений на турнирах
По состоянию на 5 октября 2015 года
Для того, чтобы предотвратить неразбериху и удваивание счета, информация в этой таблице корректируется только по окончании турнира или по окончании участия там данного игрока.
| Турнир                 | 2006  | 2007  | 2008  | 2009                    | 2010                    | 2011                    | 2012                    | 2013                    | 2014                    | 2015                    | Итог   | В/П за карьеру |
| ---------------------- | ----- | ----- | ----- | ----------------------- | ----------------------- | ----------------------- | ----------------------- | ----------------------- | ----------------------- | ----------------------- | ------ | -------------- |
| Турниры Большого Шлема |       |       |       |                         |                         |                         |                         |                         |                         |                         |        |                |
| Australian Open        | -     | K     | 1Р    | 2Р                      | 1Р                      | 1Р                      | 1Р                      | -                       | 2Р                      | 1Р                      | 0 / 7  | 2-8            |
| Roland Garros          | -     | 2Р    | 1/4   | 2Р                      | 1Р                      | 1Р                      | 1Р                      | 2Р                      | 1/2                     | 2Р                      | 0 / 9  | 13-9           |
| Уимблдон               | -     | 1Р    | 2Р    | 2Р                      | -                       | 1Р                      | 2Р                      | 3Р                      | 2Р                      | 1Р                      | 0 / 8  | 6-8            |
| US Open                | К     | 4Р    | 2Р    | 1Р                      | 1Р                      | 2Р                      | 2Р                      | 1Р                      | 2Р                      | 1Р                      | 0 / 9  | 8-10           |
| Итог                   | 0 / 0 | 0 / 3 | 0 / 4 | 0 / 4                   | 0 / 3                   | 0 / 4                   | 0 / 4                   | 0 / 3                   | 0 / 4                   | 0 / 4                   | 0 / 33 |                |
| В/П в сезоне           | 0-0   | 4-3   | 6-4   | 3-4                     | 0-3                     | 1-4                     | 2-4                     | 3-3                     | 8-4                     | 1-4                     |        | 28-33          |
| Олимпийские игры       |       |       |       |                         |                         |                         |                         |                         |                         |                         |        |                |
| Летняя олимпиада       | НП    | НП    | 1Р    | Не проводился           | Не проводился           | Не проводился           | -                       | Не проводился           | Не проводился           | Не проводился           | 0 / 1  | 0-1            |
| Турниры ATP Masters    |       |       |       |                         |                         |                         |                         |                         |                         |                         |        |                |
| Индиан-Уэллc           | -     | -     | 2Р    | 2Р                      | 2Р                      | 3Р                      | 1Р                      | 4Р                      | 1/4                     | 3Р                      | 0 / 8  | 13-8           |
| Майами                 | -     | -     | 2Р    | 1Р                      | -                       | 2Р                      | 1Р                      | -                       | 2Р                      | 2Р                      | 0 / 6  | 1-6            |
| Монте-Карло            | -     | -     | -     | 1Р                      | 2Р                      | 2Р                      | -                       | 2Р                      | 1Р                      | 1Р                      | 0 / 6  | 3-6            |
| Мадрид                 | -     | K     | 2Р    | 1Р                      | 1/4                     | -                       | -                       | -                       | 1/4                     | 1Р                      | 0 / 5  | 7-6            |
| Рим                    | -     | -     | -     | 2Р                      | 1/2                     | -                       | К                       | 3Р                      | 3Р                      | 1Р                      | 0 / 5  | 11-6           |
| Торонто/Монреаль       | -     | 1Р    | 1Р    | K                       | 2Р                      | 3Р                      | -                       | 1/4                     | 2Р                      | 1/4                     | 0 / 7  | 15-8           |
| Цинциннати             | -     | K     | 1/4   | K                       | 3Р                      | 1Р                      | K                       | 1Р                      | 2Р                      | -                       | 0 / 5  | 9-8            |
| Шанхай                 | НП    | НП    | НП    | 1Р                      | 1Р                      | 1Р                      | -                       | -                       | 1Р                      |                         | 0 / 4  | 0-4            |
| Париж                  | -     | -     | -     | K                       | 3Р                      | -                       | -                       | 1Р                      | -                       |                         | 0 / 2  | 2-3            |
| Гамбург                | -     | K     | -     | Не турнир серии Masters | Не турнир серии Masters | Не турнир серии Masters | Не турнир серии Masters | Не турнир серии Masters | Не турнир серии Masters | Не турнир серии Masters | 0 / 0  | 0-1            |
| Статистика за карьеру  |       |       |       |                         |                         |                         |                         |                         |                         |                         |        |                |
| Проведено финалов      | 0     | 0     | 0     | 0                       | 1                       | 1                       | 0                       | 2                       | 2                       | 0                       |        | 6              |
| Выиграно турниров АТП  | 0     | 0     | 0     | 0                       | 1                       | 1                       | 0                       | 2                       | 2                       | 0                       |        | 6              |
| В/П: всего             | 4-2   | 10-14 | 24-22 | 20-26                   | 31-20                   | 18-22                   | 17-18                   | 37-18                   | 41-21                   | 8-22                    |        | 210-187        |
| Σ % побед              | 67 %  | 42 %  | 52 %  | 43 %                    | 61 %                    | 45 %                    | 49 %                    | 67 %                    | 66 %                    | 27 %                    |        | 53 %           |

В таблице учтены матчи и в основных и в отборочных турнирах.